# Farnabazo III
Farnabazo (hacia el 370 - después del 320 a. C.), noble persa miembro de la dinastía farnácida.

## Contexto histórico
Nació entre el 370 a. C. y el 365 a. C. siendo miembro de una familia de la alta nobleza persa. La dinastía farnácida comenzó con Farnaces, tío y personaje notable de la corte de Darío I. Desde ese momento los descendientes de Farnaces estuvieron siempre muy próximos al rey. Su padre, Artabazo II, así como otros antepasados, había sido sátrapa de la Frigia Helespóntica. Sin embargo fue el último sátrapa de la familia ya que en el año 358 a. C. decidió rebelarse contra el rey, siendo derrotado y obligado a exiliarse.

## Juventud en el exilio
En el 353 a. C. la familia llegó a Pella, capital del reino de Macedonia, donde residió durante diez años en la corte del rey Filipo II, donde coincidió con el príncipe Alejandro Magno y el filósofo Aristóteles. Con Artabazo viajaron sus mujeres, su hijo Farnabazo, su hija Barsine y Memnón de Rodas, hermano de Mentor, marido de Barsine.
Tras su retorno al Asia Menor como recompensa del rey Artajerjes III a los servicios prestados por Mentor, Farnabazo ganó experiencia militar durante nueve años al lado de su tío Memnón, que se había convertido en su cuñado al casarse con Barsine a la muerte de Mentor. Cuando Memnón fue nombrado comandante de la flota persa en el Egeo, Farnabazo se unió a él.

## Defensor de Persia
Alejandro Magno invadió el Asia Menor en mayo del 334 a. C. ocupando las ciudades griegas de la costa oeste. Memnón decidió defender Halicarnaso, la capital de Caria. Alejandro tuvo que sitiar la ciudad, no podía marchar al este dejando la retaguardia en manos enemigas. Sin embargo la ciudad tenía muros muy fuertes y Alejandro no tenía flota, así que los persas podrían infligir graves pérdidas a los macedonios y escapar por mar en caso de que las cosas fueran mal. Aunque la ciudad cayó finalmente en el 333 a. C., fue una victoria moral para los persas ya que Alejandro tuvo que pedir refuerzos, lo que dio oportunidad a los persas, destrozados tras la batalla del Gránico, a reagruparse.
Después de la evacuación de Halicarnaso, Memnón empezó a reconquistar las islas del Egeo. Él y Farnabazo comandaban una flota de 300 navíos de guerra. Su misión era amenazar el Helesponto para cortar las líneas de suministro de Alejandro y de paso llevar la guerra a Macedonia. Llegaron a entablar negociaciones con el rey espartano Agis III, deseoso de liberar Grecia de la hegemonía macedonia.
Durante el asedio a Mitilene, Memnón falleció de causas naturales. Farnabazo cogió el mando y pronto demostró que estaba preparado para ello. Tomó la ciudad y marchó al norte, capturando la pequeña isla de Ténedos, que controla la entrada al Helesponto. Farnabazo podría haber cortado el suministro de grano desde Atenas si hubiera querido.
Durante el verano, Farnabazo construyó una fortaleza cerca de Halicarnaso que hacía imposible el uso del puerto por parte de los macedonios después de las graves pérdidas que les había costado tomarlo. Las islas de Samotracia, Sifnos y Andros fueron tomadas, Mileto ocupada y Farnabazo perseguía cualquier nave griega por el Egeo. Incluso estableció una base en Callipolis, en el Helesponto. Todos estos actos son aún más impresionantes si se tiene en cuenta que una parte de su ejército había sido enviado al este, donde Darío III confiaba en derrotar a Alejandro.
Desafortunadamente para él, Darío perdió en la batalla de Issos. La noticia cogió a Farnabazo en Sifnos, donde negociaba con Agis III sin resultado.
A partir de ese momento, Farnabazo se mantuvo a la defensiva. En primavera del 332 a. C., Alejandro sitió Tiro. Ochenta capitanes fenicios y ciento veinte chipriotas decidieron marcharse, con lo que su flota se desintegró.
Finalmente fue hecho preso y enviado a Alejandro que se hallaba en Fenicia, aunque logró escapar.
Se supone que estaría con su padre cuando éste se rindió a Alejandro en Hircania en julio del 330 a. C.
Se sabe que Farnabazo acabó sirviendo como comandante de caballería en uno de los ejércitos macedonios en el 321 a. C.
Se desconoce cuándo falleció.